# Hagetmau
Hagetmau (prononcé [aʒɛtmo] ; Haget, en gascon) est une commune du Sud-Ouest de la France, située dans le département des Landes (région Nouvelle-Aquitaine).
La ville se trouve sur la voie de Vézelay du chemin de Compostelle.

## Géographie

### Localisation
Commune située au cœur de la Chalosse dans le département des Landes.

### Communes limitrophes
Les communes limitrophes sont Lacrabe, Doazit, Horsarrieu, Labastide-Chalosse, Momuy, Monségur, Sainte-Colombe, Saint-Cricq-Chalosse, Samadet, Serres-Gaston et Serreslous-et-Arribans.
| Doazit                                       | Horsarrieu         | Sainte-Colombe, Serres-Gaston |
| Serreslous-et-Arribans, Saint-Cricq-Chalosse | Hagetmau           | Samadet                       |
| Momuy                                        | Labastide-Chalosse | Monségur, Lacrabe             |

### Hydrographie
La commune de Hagetmau est arrosée par le Louts, affluent de l'Adour.

### Climat
Pour des articles plus généraux, voir Climat de la Nouvelle-Aquitaine et Climat des Landes.
Historiquement, la commune est dans une zone de transition entre les climats océaniques aquitain et basque.  
En 2020, Météo-France publie une typologie des climats de la France métropolitaine dans laquelle la commune est exposée à un climat océanique et est dans la région climatique  Aquitaine, Gascogne, caractérisée par une pluviométrie abondante au printemps, modérée en automne, un faible ensoleillement au printemps, un été chaud (19,5 °C), des vents faibles, des brouillards fréquents en automne et en hiver et des orages fréquents en été (15 à 20 jours).
Pour la période 1971-2000, la température annuelle moyenne est de 13,2 °C, avec une amplitude thermique annuelle de 14,8 °C. Le cumul annuel moyen de précipitations est de 1 105 mm, avec 12 jours de précipitations en janvier et 7,5 jours en juillet. Pour la période 1991-2020, la température moyenne annuelle observée sur la station météorologique la plus proche, située sur la commune d'Urgons à 12 km à vol d'oiseau, est de 14,0 °C et le cumul annuel moyen de précipitations est de 1 009,4 mm,. Pour l'avenir, les paramètres climatiques de la commune estimés pour 2050 selon différents scénarios d’émission de gaz à effet de serre sont consultables sur un site dédié publié par Météo-France en novembre 2022.

## Urbanisme

### Typologie
Au 1er janvier 2024, Hagetmau est catégorisée bourg rural, selon la nouvelle grille communale de densité à sept niveaux définie par l'Insee en 2022.
Elle appartient à l'unité urbaine de Hagetmau, une agglomération intra-départementale regroupant deux  communes, dont elle est ville-centre,,. Par ailleurs la commune fait partie de l'aire d'attraction d'Hagetmau, dont elle est la commune-centre,. Cette aire, qui regroupe 16 communes, est catégorisée dans les aires de moins de 50 000 habitants,.

### Occupation des sols

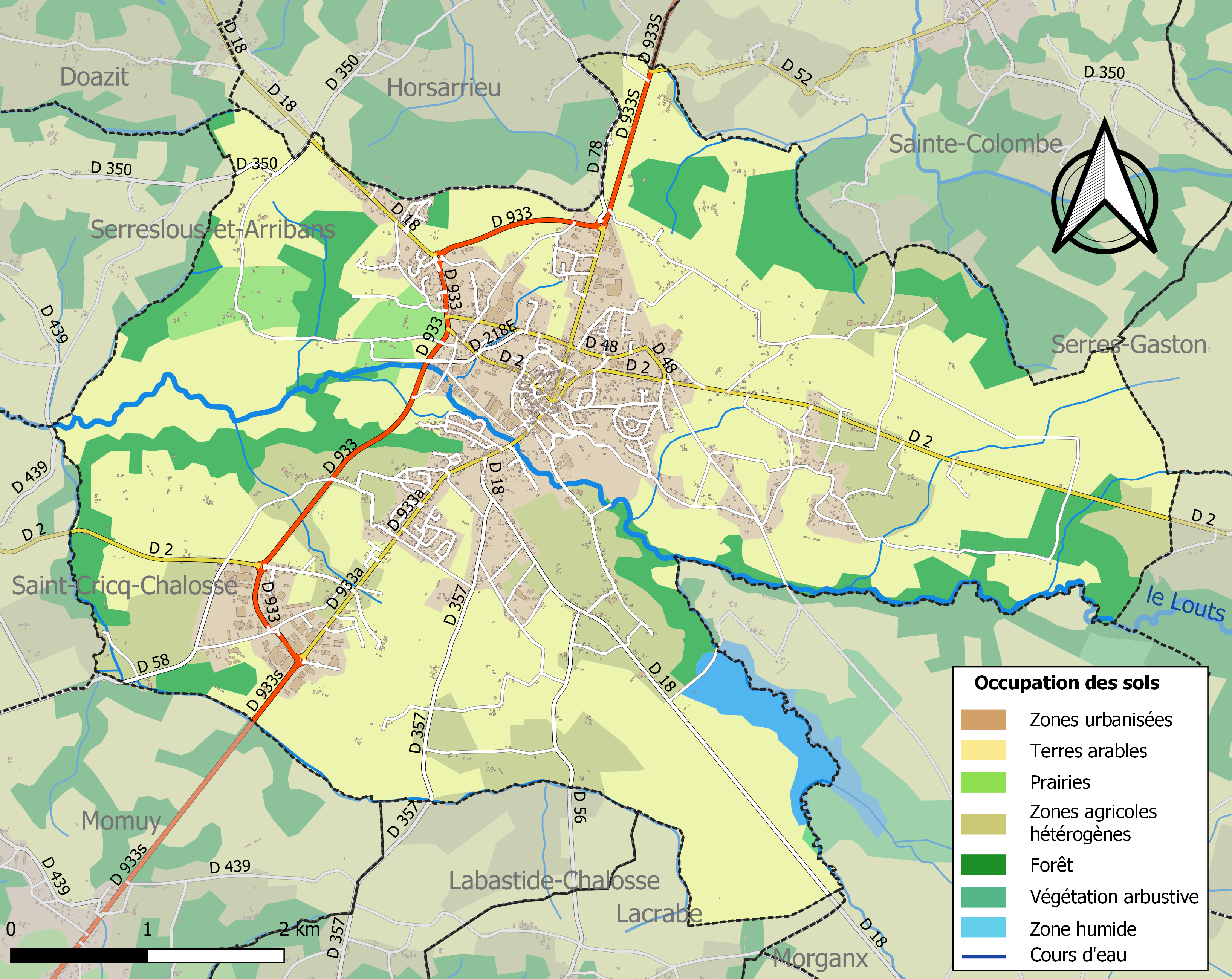
Carte des infrastructures et de l'occupation des sols de la commune en 2018 (CLC).

L'occupation des sols de la commune, telle qu'elle ressort de la base de données européenne d’occupation biophysique des sols Corine Land Cover (CLC), est marquée par l'importance des territoires agricoles (68,5 % en 2018), une proportion sensiblement équivalente à celle de 1990 (67,7 %). La répartition détaillée en 2018 est la suivante : terres arables (52,1 %), zones agricoles hétérogènes (14,1 %), zones urbanisées (13,8 %), forêts (12,8 %), zones industrielles ou commerciales et réseaux de communication (3,6 %), prairies (2,3 %), eaux continentales (1,2 %). L'évolution de l’occupation des sols de la commune et de ses infrastructures peut être observée sur les différentes représentations cartographiques du territoire : la carte de Cassini (XVIIIe siècle), la carte d'état-major (1820-1866) et les cartes ou photos aériennes de l'IGN pour la période actuelle (1950 à aujourd'hui).

### Voies de communication et transports
La gare de Hagetmau était le terminus de la ligne de Saint-Sever à Hagetmau, ouverte en 1910 et qui  a fonctionné jusqu'en 1938 pour les voyageurs, et jusqu'en 2009 ou 2010 pour le transport de marchandises.

### Risques majeurs
Le territoire de la commune d'Hagetmau est vulnérable à différents aléas naturels : météorologiques (tempête, orage, neige, grand froid, canicule ou sécheresse), inondations, mouvements de terrains et séisme (sismicité modérée). Il est également exposé à un risque technologique,  le transport de matières dangereuses. Un site publié par le BRGM permet d'évaluer simplement et rapidement les risques d'un bien localisé soit par son adresse soit par le numéro de sa parcelle.

#### Risques naturels
Certaines parties du territoire communal sont susceptibles d’être affectées par le risque d’inondation par débordement de cours d'eau, notamment le Louts. La commune a été reconnue en état de catastrophe naturelle au titre des dommages causés par les inondations et coulées de boue survenues en 1991, 1999, 2009, 2018 et 2020,.
Les mouvements de terrains susceptibles de se produire sur la commune sont des tassements différentiels.

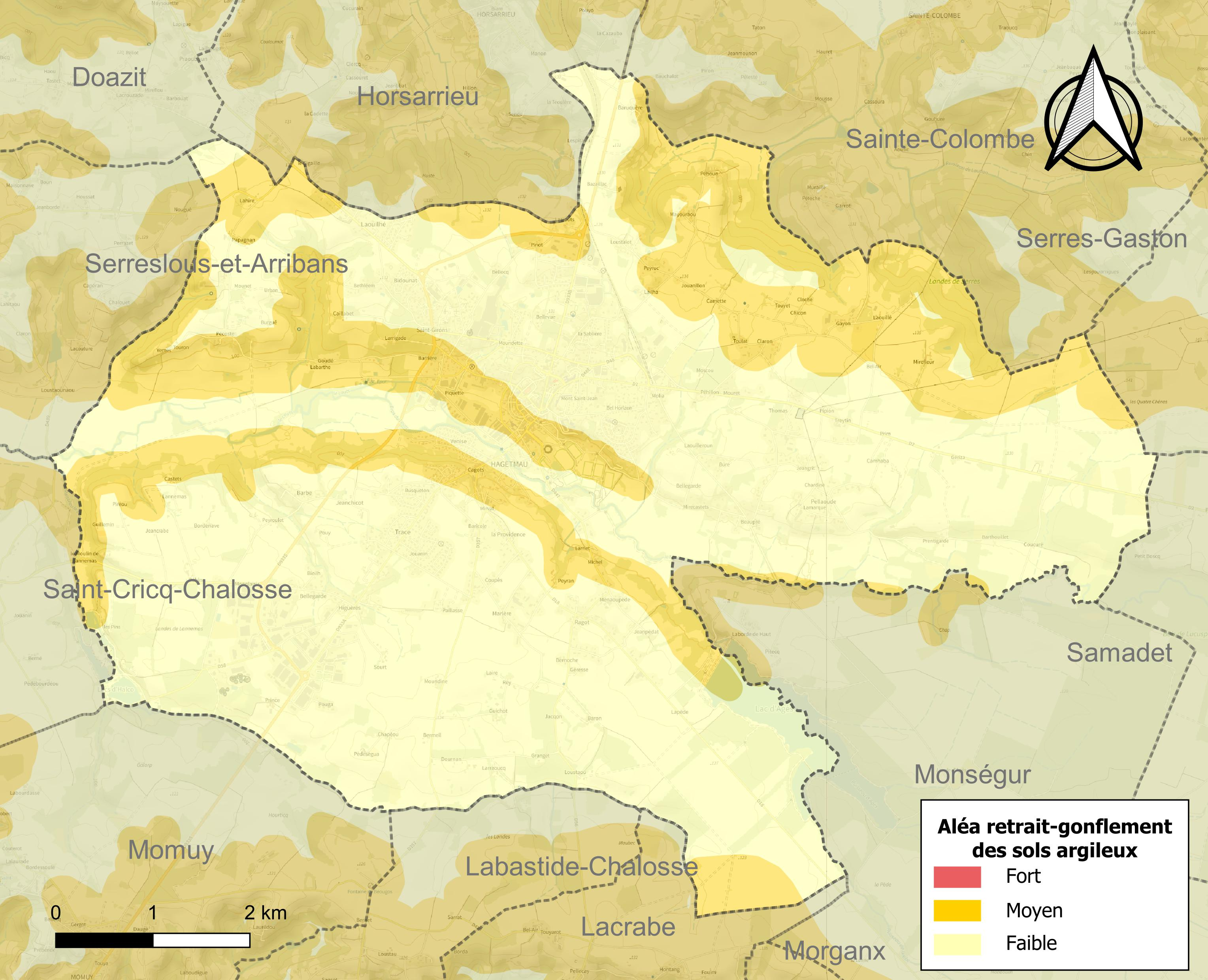
Carte des zones d'aléa retrait-gonflement des sols argileux de Hagetmau.

Le retrait-gonflement des sols argileux est susceptible d'engendrer des dommages importants aux bâtiments en cas d’alternance de périodes de sécheresse et de pluie. 29,4 % de la superficie communale est en aléa moyen ou fort (19,2 % au niveau départemental et 48,5 % au niveau national). Pour les 2 128 bâtiments dénombrés sur la commune en 2019,  425 sont en aléa moyen ou fort, soit 20 %, à comparer aux 17 % au niveau départemental et 54 % au niveau national. La cartographie de l'exposition du territoire national au retrait gonflement des sols argileux est disponible sur le site du BRGM,.
Concernant les mouvements de terrains, la commune a été reconnue en état de catastrophe naturelle à la suite de dommages causés à ce titre, en 1999.

#### Risques technologiques
Le risque de transport de matières dangereuses affectant la commune provient de sa traversée par une ou par des infrastructures routières ou ferroviaires importantes, ainsi que de la présence d'une canalisation de transport d'hydrocarbures. Un accident se produisant sur de telles infrastructures serait susceptible d’affecter gravement les biens, les personnes ou l'environnement, selon la nature du matériau transporté. Des dispositions d’urbanisme peuvent être préconisées en conséquence.

## Toponymie
Le nom est couramment compris comme étant formé des mots gascons haget (forêt de hêtres) et mau (mauvais) : « mauvaise hêtraie »,.
Mais d'autres hypothèses attribuent à mau une racine proto-basque ou (proto-)indo-européenne mal, ou mau ou mel (« montagne, proéminence »).
En effet, la racine « mal » est fréquente dans les noms occitans et provençaux ; elle signale les caractéristiques des lieux — tels Malacan (plateau élevé), Malbosc (village en contrebas d'un bois). Malpas et Malpasset ne sont pas des cols infranchissables : plus élevés que les autres, ils n'ont pas le sens de « mauvais. »

## Histoire
Hagetmau possédait une tradition de production de chaises et de fauteuils. Plusieurs usines y sont implantées. En 1994, l'industrie du siège y comptait 2 000 emplois directs, 3 500 au total.
Cette ville est présentée dans le roman Un sac de billes de Joseph Joffo. Les frères Joffo devaient y traverser la ligne de démarcation pendant la Deuxième Guerre mondiale.

### Héraldique
| Blason | Blasonnement : D'azur au château d’or, ouvert, ajouré et maçonné de sable flanqué de deux tourelles essorées de gueules, sommé d'un arbre de sinople ; à la bordure en filet d’or,. Commentaires : Devise : « labore crescit » (croître par le travail). |

## Politique et administration

### Liste des maires
| Période                                  | Période                   | Identité                 | Étiquette              | Qualité |
| ---------------------------------------- | ------------------------- | ------------------------ | ---------------------- | --- |
| Les données manquantes sont à compléter. |                           |                          |                        | |
| 1859                                     | 1879                      | Pierre-Hippolyte Duboy   | Républicain            | Conseiller d'arrondissement |
| Les données manquantes sont à compléter. |                           |                          |                        | |
| 1883                                     | 1891                      | Pierre-Hippolyte Duboy   | Républicain            | |
| Les données manquantes sont à compléter. |                           |                          |                        | |
| mai 1908                                 | après 1912                | Gaston Lalanne           | Rad.soc.               | Pharmacien Député des Landes (1911 → 1914 et 1919 → 1932) Conseiller général d'Hagetmau (1908 → 1933) |
| Les données manquantes sont à compléter. |                           |                          |                        | |
| septembre 1944                           | mai 1953                  | Édouard Castéra          | Rad.-RGR               | Docteur en médecine Conseiller général d'Hagetmau (1945 → 1961) |
| mai 1953                                 | mars 1965                 | Francis Maisonnave       |                        | |
| mars 1965                                | mars 1971                 | Marcel Lux, (1927-2016)  |                        | Vétérinaire Premier adjoint au maire (1953 → 1965) |
| mars 1971                                | juin 1995                 | Alain Dutoya (1934-2009) | Rad. puis MRG puis PRG | Ingénieur, directeur d'agence immobilière Conseiller régional d'Aquitaine (1976 → 1986) Conseiller général d'Hagetmau (1961 → 2004) Vice-président du conseil général des Landes Président de l'ANEGRR Chevalier de l'Ordre national du Mérite |
| juin 1995                                | mai 2020                  | Serge Lansaman           | RPR puis UMP-LR        | Agent d'assurances Président de Hagetmau Communes Unies (1995 → 2016) Chevalier de l'Ordre national du Mérite (2021) |
| mai 2020                                 | En cours (au 8 août 2024) | Pascale Requenna         | MoDem                  | Cadre du secteur privé Conseillère régionale de Nouvelle-Aquitaine (2015 → ) Présidente de la CC Chalosse Tursan (2020 → ) Membre du conseil exécutif du MoDem                                                                                 |

### Jumelages
- Tordesillas (Espagne) depuis 1984[34].

### Politique environnementale
Dans son palmarès 2024, le Conseil national de villes et villages fleuris de France a attribué quatre fleurs à la commune.

## Démographie
| 1793  | 1800  | 1806  | 1821  | 1831  | 1836  | 1841  | 1846  | 1851  |
| ----- | ----- | ----- | ----- | ----- | ----- | ----- | ----- | ----- |
| 2 284 | 2 332 | 2 516 | 2 660 | 3 053 | 3 076 | 3 081 | 3 100 | 3 118 |

| 1856  | 1861  | 1866  | 1872  | 1876  | 1881  | 1886  | 1891  | 1896  |
| ----- | ----- | ----- | ----- | ----- | ----- | ----- | ----- | ----- |
| 3 104 | 3 029 | 3 098 | 3 049 | 3 166 | 3 127 | 3 169 | 3 142 | 3 089 |

| 1901  | 1906  | 1911  | 1921  | 1926  | 1931  | 1936  | 1946  | 1954  |
| ----- | ----- | ----- | ----- | ----- | ----- | ----- | ----- | ----- |
| 3 123 | 3 215 | 3 149 | 2 846 | 2 882 | 2 897 | 2 869 | 2 870 | 3 008 |

| 1962  | 1968  | 1975  | 1982  | 1990  | 1999  | 2005  | 2006  | 2010  |
| ----- | ----- | ----- | ----- | ----- | ----- | ----- | ----- | ----- |
| 3 376 | 3 755 | 4 318 | 4 514 | 4 449 | 4 403 | 4 480 | 4 583 | 4 535 |

| 2015  | 2020  | 2022  | - | - | - | - | - | - |
| ----- | ----- | ----- | - | - | - | - | - | - |
| 4 616 | 4 631 | 4 622 | - | - | - | - | - | - |

## Culture locale et patrimoine

### Lieux et monuments
- La crypte de Saint-Girons, richement ornée de chapiteaux, constitue le seul vestige de l'abbaye de Saint-Girons, démolie au début du XXe siècle. Saint Girons y fut enterré au IVe siècle.

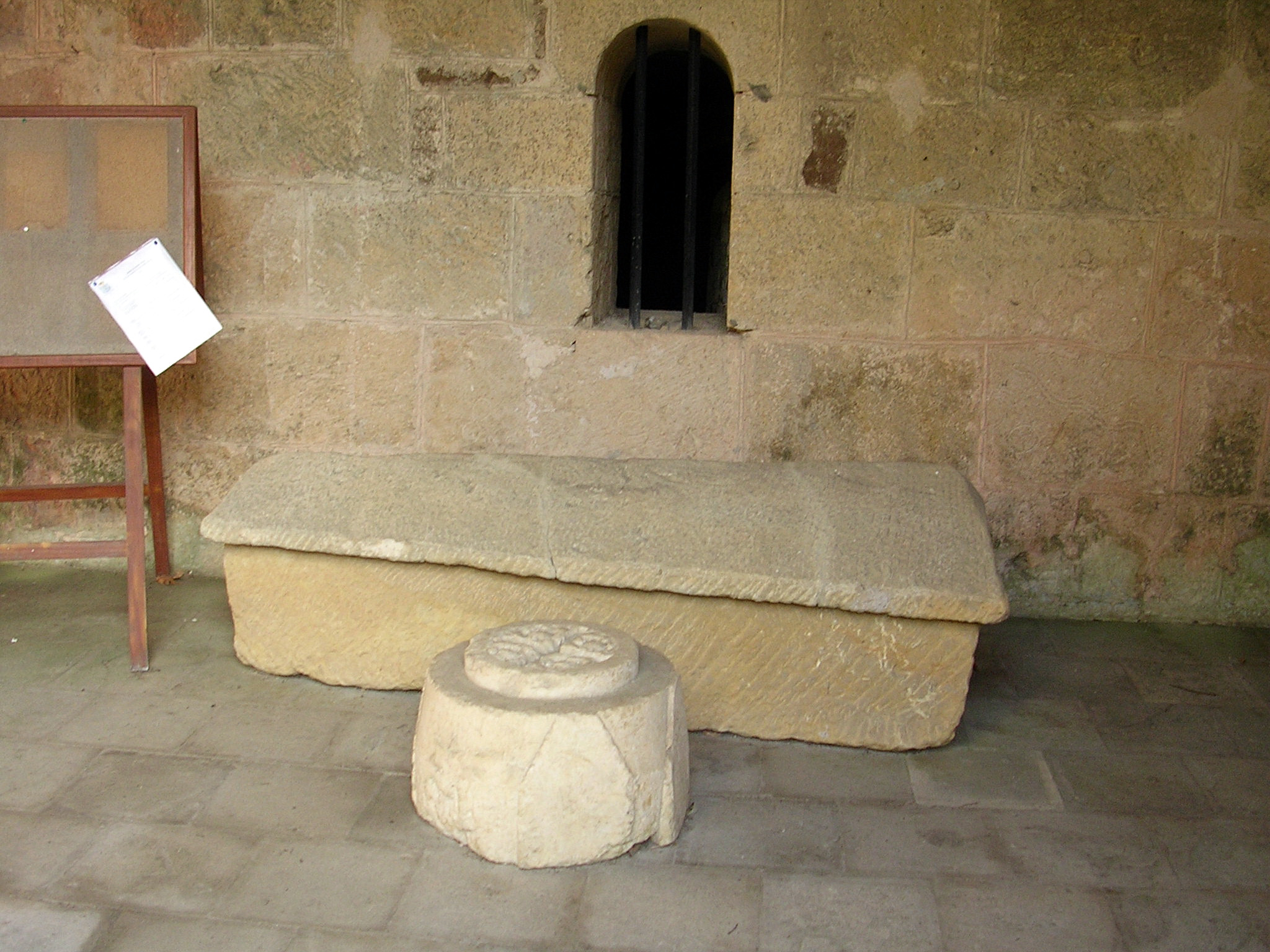
Entrée de la crypte de Saint-Girons.
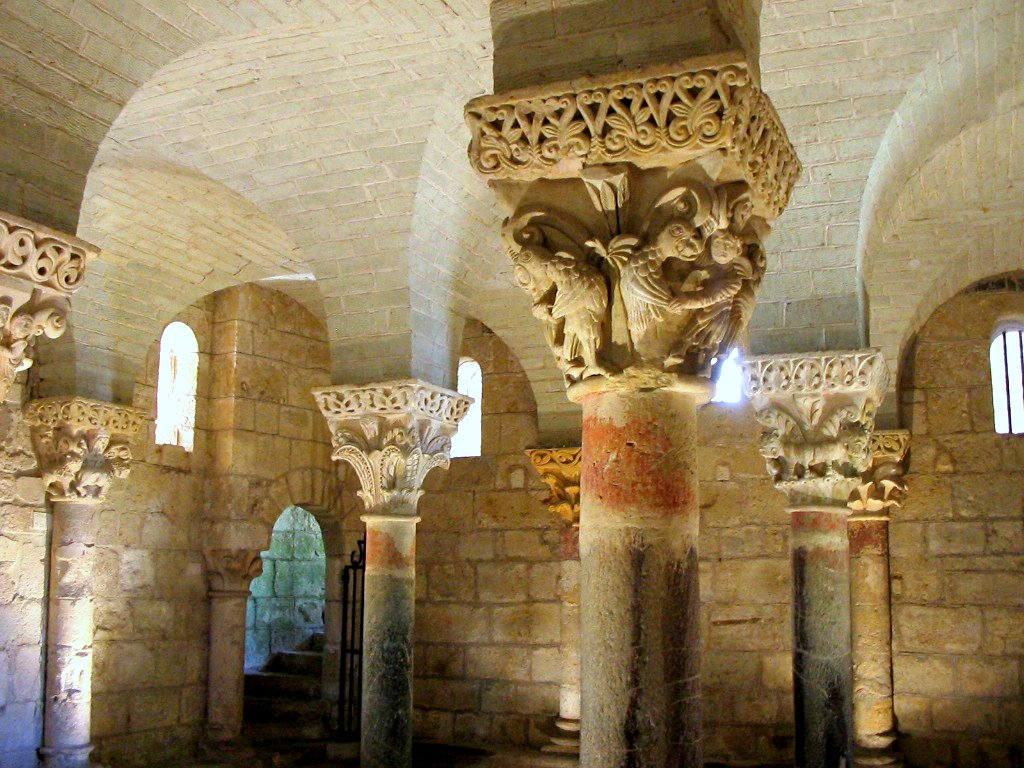
Crypte de Saint-Girons.
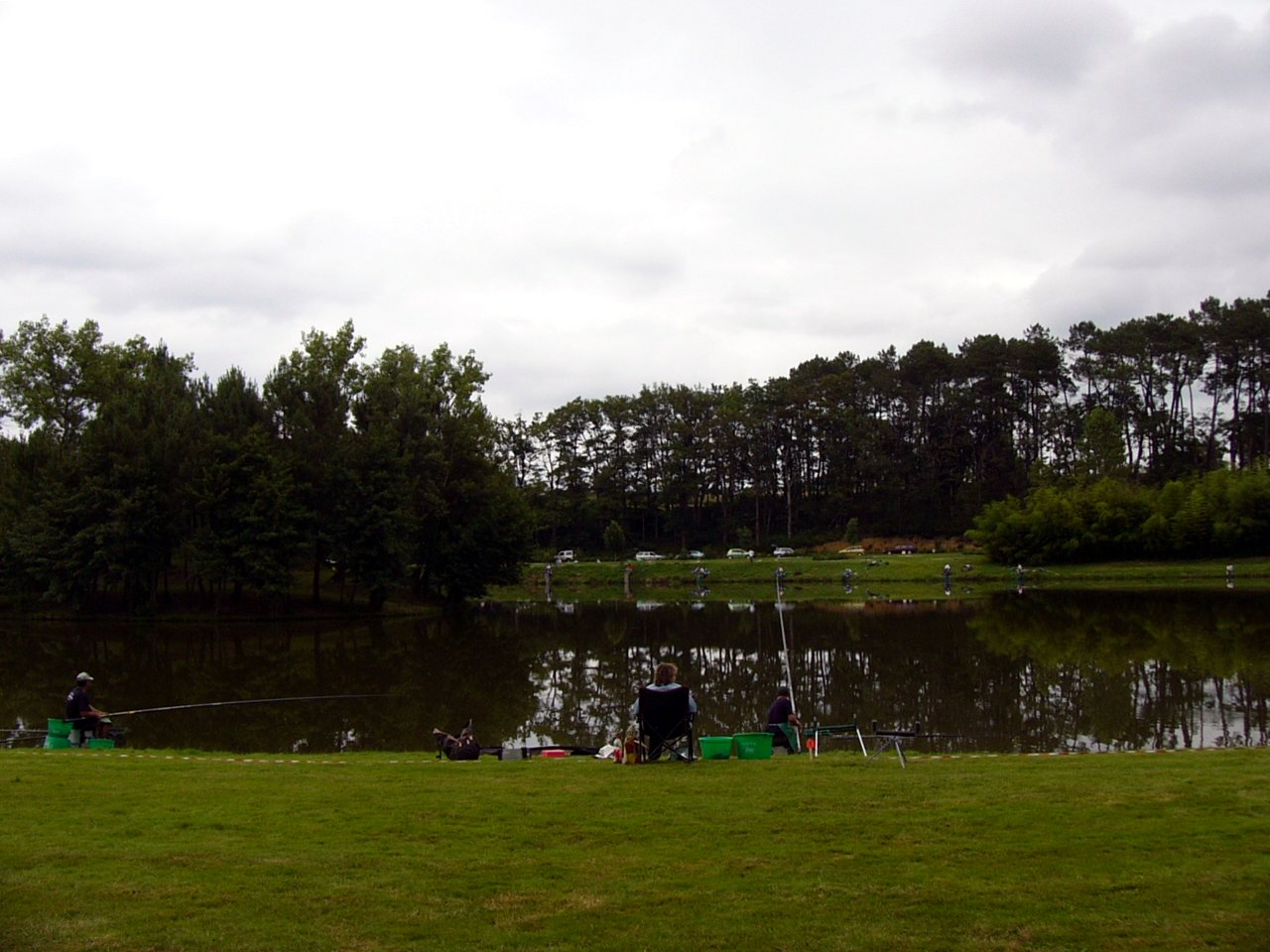
Lac d'Halco.
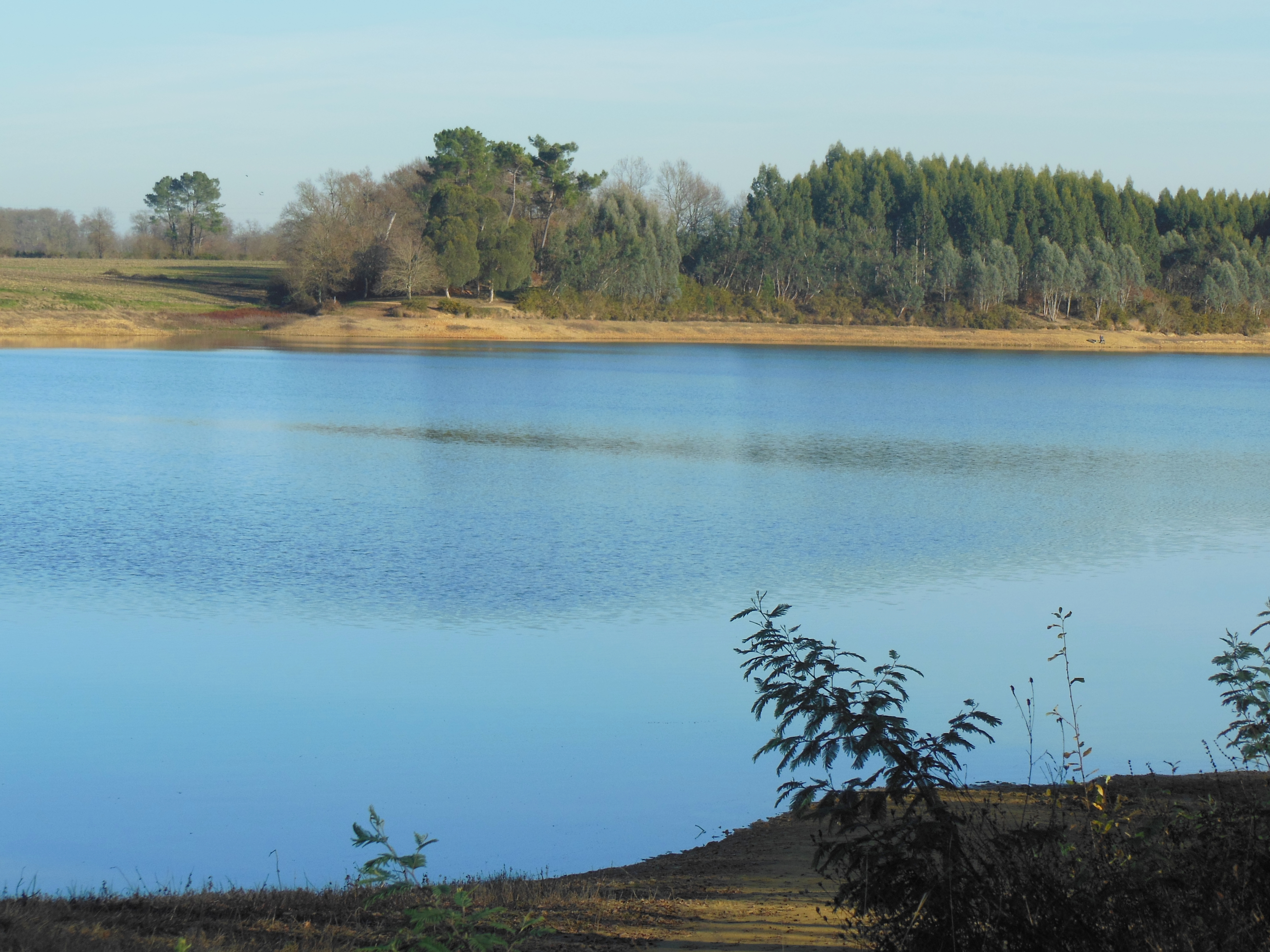
Lac d'Agès.

- Église Sainte-Marie-Madeleine de Hagetmau.
- Les arènes de Hagetmau accueillent des courses landaises
- Complexe d'équipements sportifs (nommé la Cité-Verte), notamment une piscine olympique (centre aquatique Henri-Capdevielle).
- Les lacs d'Halco, à quelques kilomètres au sud-ouest de la bourgade, offre de jolies promenades et constitue un lieu de pêche très prisé où sont organisés de nombreux concours de pêche.
- À quelques kilomètres, le lac d'Agès, plus sauvage et plus grand (environ 67 ha au total) est aussi très poissonneux. Certains pêcheurs passent plusieurs jours à pêcher la carpe. Depuis plusieurs années un parcours nocturne de pêche à la carpe est aménagé le long d'une partie du lac. Le lac d'Agès communique avec le plan d'eau de la Grabe, créé en 1998.

### Pèlerinages
Le village est une étape de l'un des chemins français vers

Saint-Jacques de Compostelle, celui venant de Vezelay,.

### Personnalités liées à la commune
- Henri II de Navarre, (1503-1555), y est mort lors d'un pèlerinage à Saint Girons, saint patron de la ville.
- Diane d'Andoins, (1554-1620), surnommée la belle Corisande, est née au château de Hagetmau.
- Bernard d'Audijos, (1638-1677), en 1664, cet ancien soldat du roi se révolte contre la gabelle imposée par Jean-Baptiste Colbert et par son intendant Pellot. Avec ses "Invisibles" - des paysans locaux exaspérés par l'impôt sur le sel -, il assaille les convois royaux avant de se replier dans les forêts des environs de Hagetmau, offrant ainsi le premier exemple de "guérilla"[réf. nécessaire] telle qu'on la connaît aujourd'hui.
- Pascal Duprat, (1815-1885), homme politique y est né et est mort en mer à bord du navire "Niger". Républicain convaincu, plusieurs fois député, il s'oppose à Napoléon III qui l'exile. Ministre plénipotentiaire de la Troisième République.
- Jean-Gilles de Panetier (1836-1898), ingénieur en industrie, contribue à l'élaboration des premiers plans de l'aménagement du lac d'Agès.[réf. souhaitée]
- Fernand Lubet-Barbon, (1857-1948), professeur de médecine est né à Hagetmau. Il met au point plusieurs traitements pour les affections de l'oreille et des voies respiratoires notamment.
- Ernest Daraignez, (1864-1940), homme politique est né à Hagetmau, ancien maire de Mont-de-Marsan, conseiller général et sénateur des Landes.
- Henri Lefebvre, (1901-1991), philosophe, sociologue de la vie quotidienne, est né à Hagetmau.
- Jacques Clavé, (1943-2023), joueur de rugby à XV, est né et mort à Hagetmau.
- Jean Gilliot, (1890-1972), un militaire et homme politique français né à Hagetmau.

### Sports
Hagetmau est élue ville la plus sportive de France de 2012 par le journal sportif L'Équipe, en catégorie moins de 20 000 habitants.
- Rugby : SA Hagetmautien
- Gymnastique : Preux de Saint Girons.
- Basketball : Hagetmau Doazit Chalosse (HDC)
- Football : FC Hagetmau
- Handball : Hagetmau Handball
- Tir à l'arc : Arc'getmau